# 1928 en Colombie-Britannique
Chronologie de la Colombie-Britannique
- 1924
- 1925
- 1926
- 1927
- 1928
- 1929
- 1930
- 1931
- 1932

Cette page concerne des événements qui se sont produits durant l'année 1928 dans la province canadienne de Colombie-Britannique.

## Politique

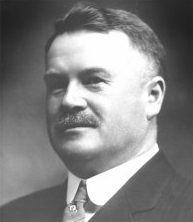
Simon Fraser Tolmie

- Premier ministre : John Duncan MacLean puis Simon Fraser Tolmie.
- Chef de l'Opposition : Robert Henry Pooley non officiel[1]
- Lieutenant-gouverneur : Robert Randolph Bruce
- Législature :

## Événements
- 18 juillet : élection générale britanno-colombienne. Le Parti conservateur de la Colombie-Britannique dirigé par Simon Fraser Tolmie remporte cette élection.